# Hidehiro Miyashita
Hidehiro Miyashita (宮下秀洋?, Miyashita Hidehiro; 20 dicembre 1913 – 8 agosto 1976) è stato un giocatore di go giapponese.

## Biografia
Miyashita ha raggiunto il grado massimo di IX dan nel 1960, durante gli anni migliori era soprannominato "il toro da combattimento di Fukushima". Negli ultimi anni si è concentrato soprattutto sull'insegnamento. Ha avuto molti allievi tra cui Chinami Ishibashi, Yasutoki Hanawa, Hajime Tokimoto, Kiyonori Kanno e soprattutto la figlia Suzue Miyashita.

## Palmares
| Nazionali           | Nazionali      | Nazionali      |
| Torneo              | Vittorie       | Finalista      |
| ------------------- | -------------- | -------------- |
| Ōza                 | 1 (1962)       | 2 (1954, 1960) |
| Hayago Meijin       | 2 (1957, 1958) | 1 (1959)       |
| Hayago Championship | 1 (1970)       |                |
| Saikodansha         | 1 (1955)       |                |
| NHK Cup             |                | 1 (1965)       |
| Totale              | 5              | 4              |